# Lamm, Albeck
Lamm je naselje v Občini Albeck v Okraju Trg na Koroškem v Avstriji.